# Radomice Drugie
Radomice Drugie est une localité polonaise de la gmina de Morawica, située dans le powiat de Kielce en voïvodie de Sainte-Croix.